# Río Quinindé
Der Río Quinindé ist ein etwa 150 km langer linker Nebenfluss des Río Blanco im Westen von Ecuador.

## Flusslauf
Der Río Quinindé entspringt in der Cordillera Costanera, 75 km westlich von Santo Domingo de los Colorados. Das Quellgebiet liegt in der Provinz Manabí auf einer Höhe von etwa 300 m. Der Río Quinindé fließt anfangs als kleines Flüsschen 30 km in östlicher Richtung durch das Bergland und erreicht schließlich das Tiefland, das sich zwischen dem Höhenrücken der Cordillera Costanera im Westen und der Cordillera Occidental im Osten erstreckt. Der Río Quinindé fließt anschließend 70 km entlang dem Fuße der Cordillera Costanera in nördlicher Richtung. Bei Flusskilometer 81 kreuzt die Fernstraße E382 (Santo Domingo de los Colorados–Pedernales) den Flusslauf. Auf den letzten 50 Kilometern wendet sich der Río Quinindé allmählich in Richtung Nordnordost. Schließlich mündet der Río Quinindé im Norden der Stadt Rosa Zárate in den Río Blanco.